# Holtålens kommun
Holtålens kommun (norska: Holtålen kommune) är en kommun i Trøndelag fylke i mellersta Norge. Kommunens centralort är Ålen som utgör en del av tätorten Renbygda.

## Administrativ historik
Nuvarande Holtålens kommun upprättades den 1 januari 1972 genom en sammanslagning av de tidigare kommunerna Haltdalen och Ålen. Kommunen hade 2 722 invånare vid upprättandet.
Den 21 april 1989 överfördes ett obebott område (gnr. 1 bnr. 4) från Røros kommun till Holtålens kommun.

## Kommunvapen
Blasonering: I rødt en stående sølv rype.
(I rött fält en stående ripa av silver.)
Kommunvapnet godkändes genom kunglig resolution den 4 mars 1988. Ripan valdes som symbol för denna fjällkommun, där ripjakten är en viktig händelse som har haft betydelse som sekundär inkomstkälla.

## Tätorter
I Holtålens kommun finns en tätort:
- Renbygda (omfattar centralorten Ålen)

## Socknar
Inom Norska kyrkan är Holtålens kommun indelad i tre socknar:
- Haltdalens socken
- Hessdalens socken
- Ålens socken

Socknarna ingår i Gauldals prosteri i Nidaros stift.

## Bilder

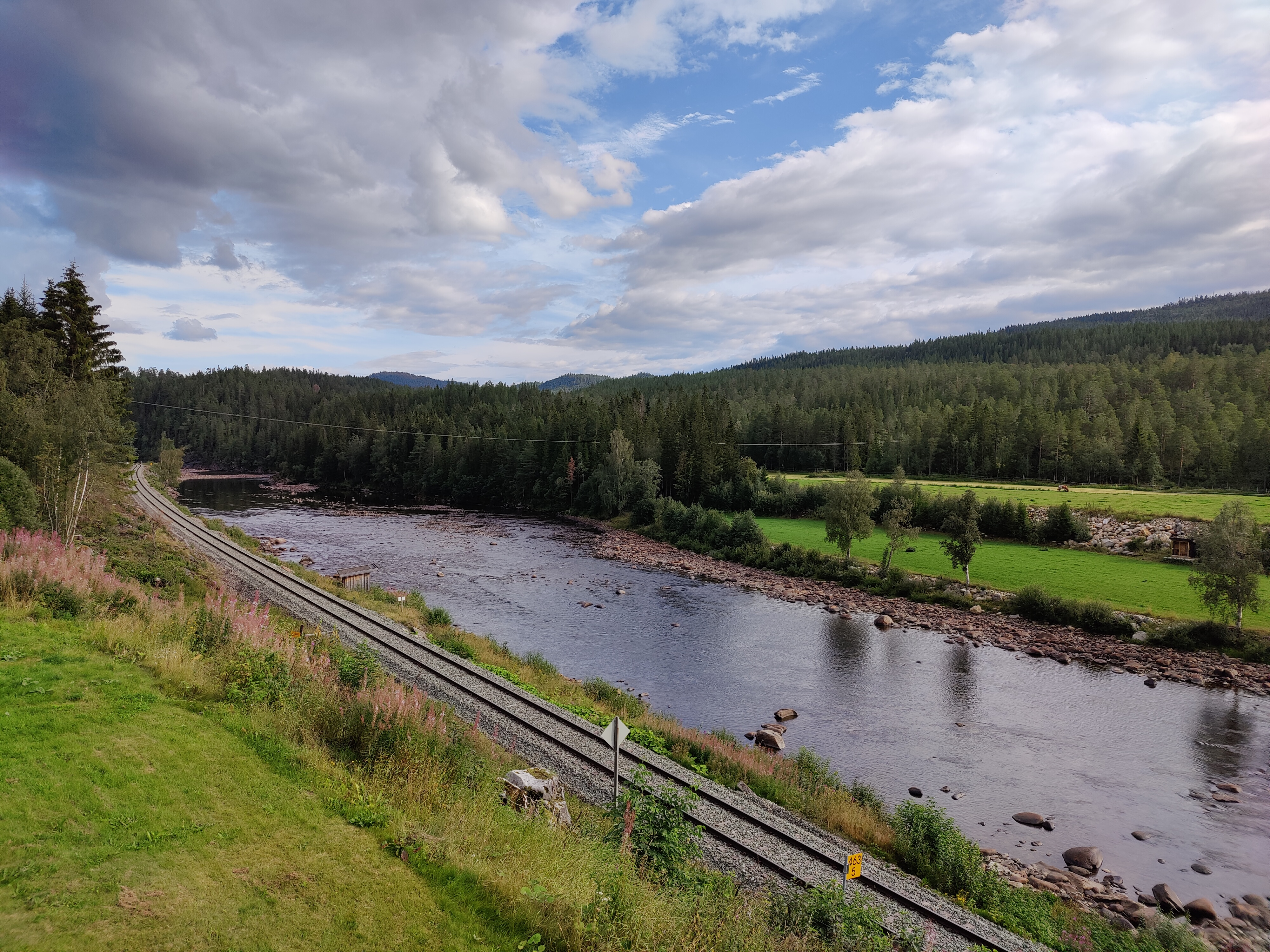
Älven Gaula vid Langletet.
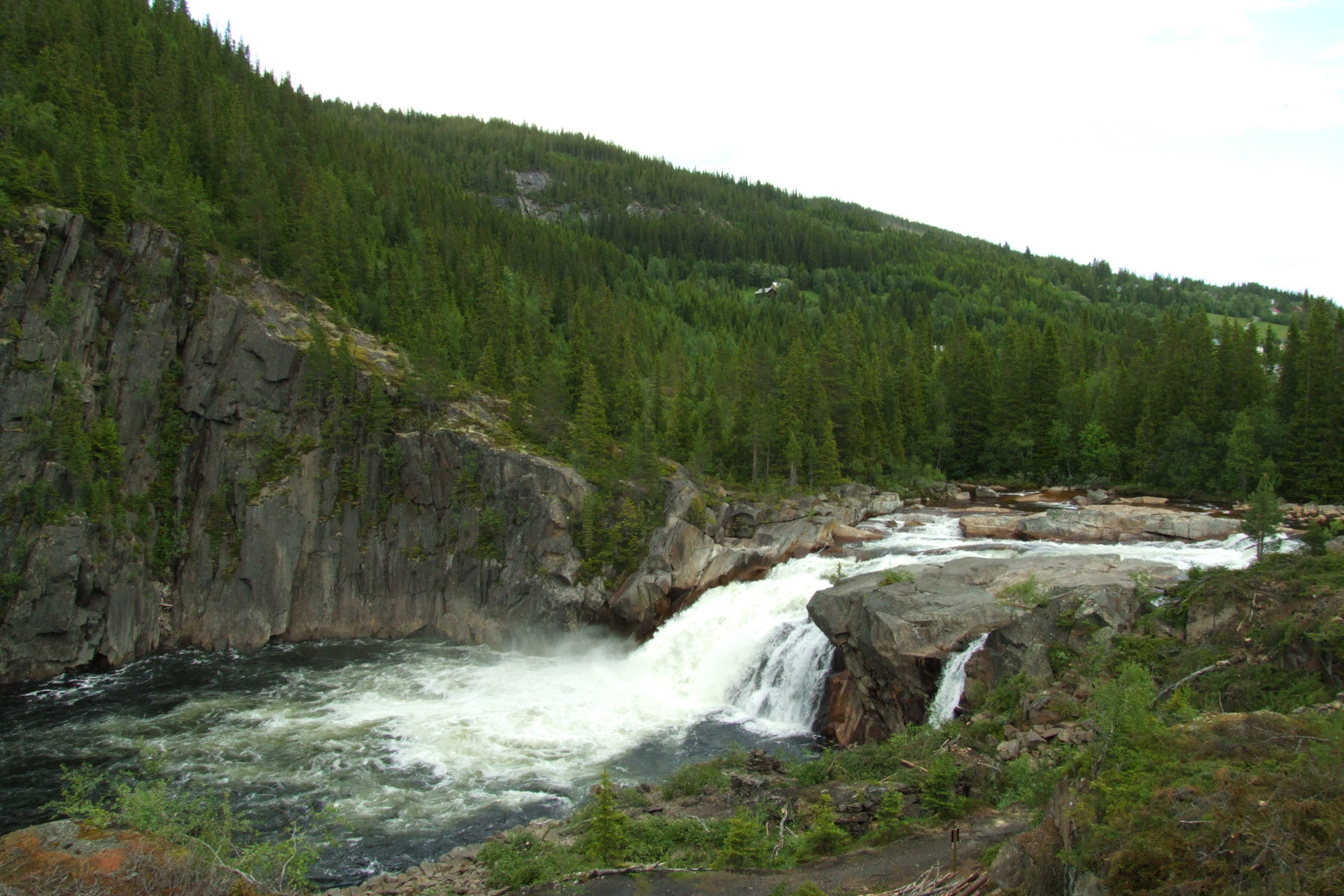
Hyttfossen.
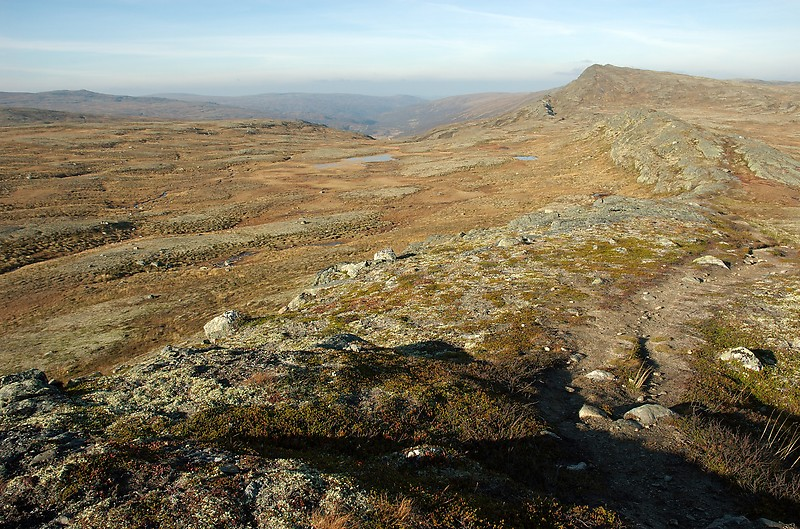
Forollhogna.